# Oléoduc

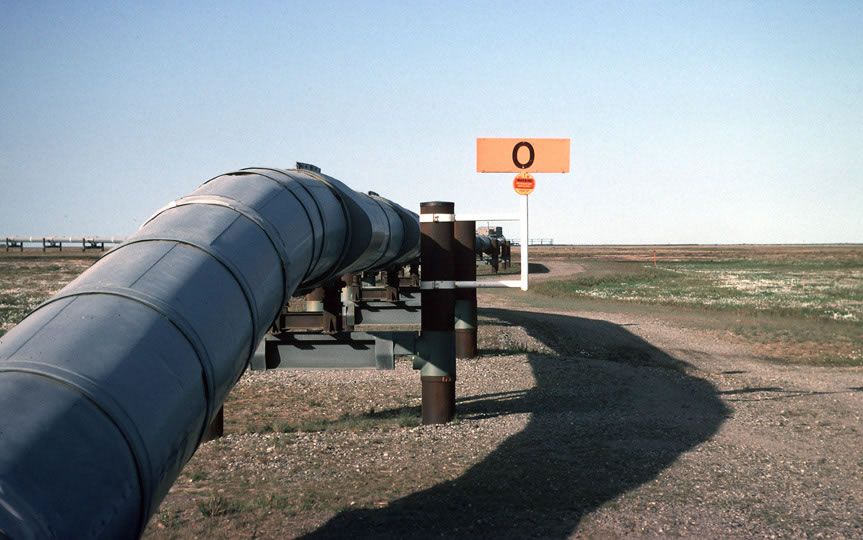
L'oléoduc trans-Alaska reliant Prudhoe Bay à Valdez sur près de 1300 km.

Un oléoduc (du latin oleum : « huile » et ducere : « conduire ») est une canalisation destinée au transport du pétrole brut ou raffiné.
Un oléoduc est souvent désigné par l'anglicisme plus général pipeline, englobant aussi bien les oléoducs que d'autres canalisations de transports de liquides (comme les aqueducs pour l'eau) ou de gaz (comme les gazoducs pour le gaz naturel).

## Importance géopolitique
Comme le pétrole est une matière première actuellement capitale dans les économies modernes, les oléoducs sont d'une importance primordiale dans la géopolitique du pétrole.
Leur surveillance est assurée par les armées des pays producteurs, des pays qu'ils traversent et les pays importateurs de pétrole pour les régions difficiles, sinon c'est le propriétaire ou l'exploitant (les entreprises pétrolières en général) qui est chargé de cette opération (surveillance aérienne et terrestre). Le tracé des nouveaux oléoducs est l'objet de nombreux débats entre puissances régionales et internationales.

## Quelques oléoducs

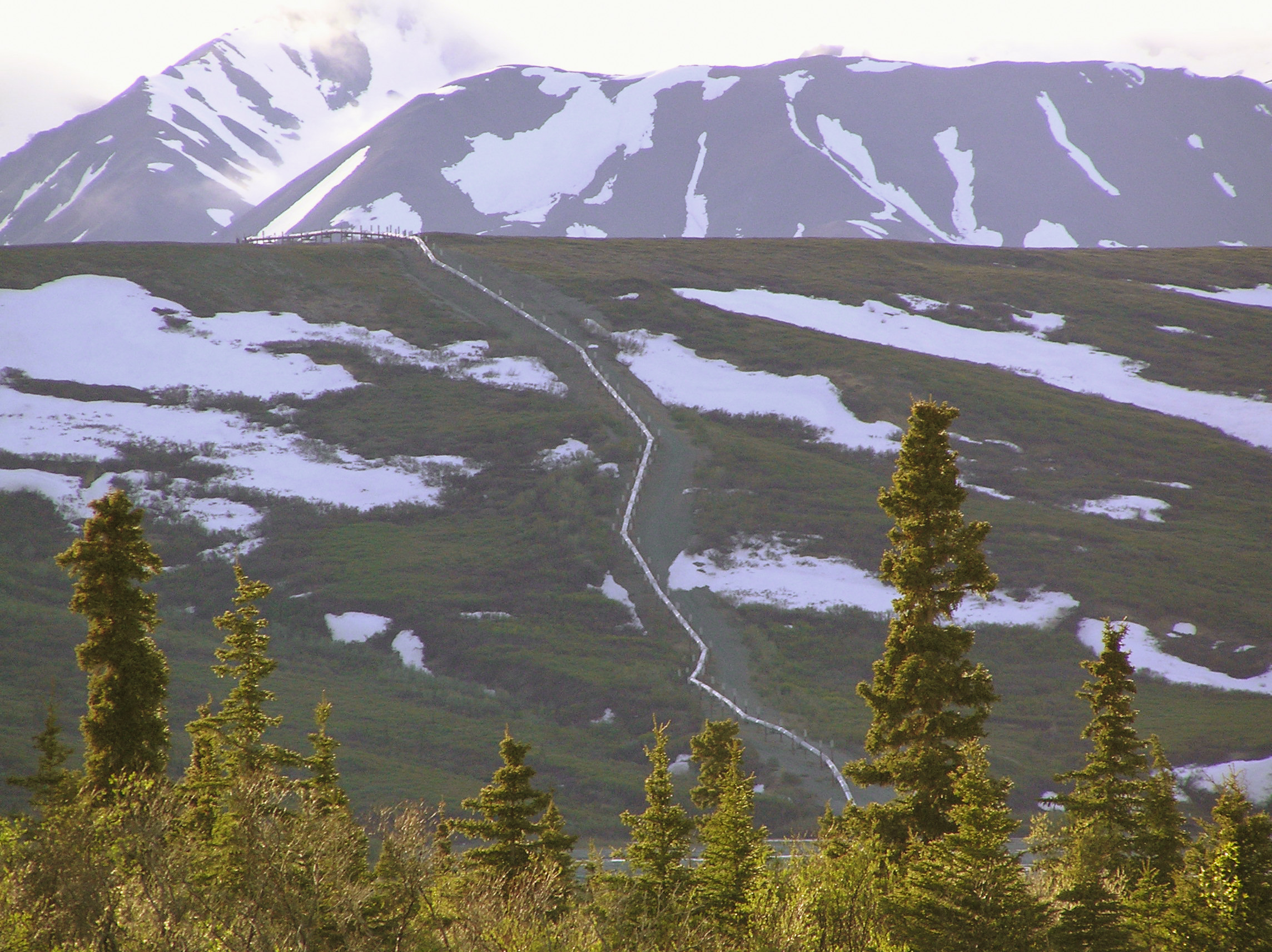
Pipeline en Alaska, États-Unis.

- Opération PLUTO, un oléoduc sous-marin construit durant la Seconde Guerre mondiale ;
- Oléoduc trans-Afghanistan (TAP) ;
- Oléoduc trans-Alaska (TAPS) ;
- Oléoduc Bakou-Tbilissi-Ceyhan (BTC) ;
- Oléoduc Druzhba, le plus long au monde[1].
- Réseau d'oléoducs en Centre-Europe, créé par l'OTAN
- Oléoduc Dakota Access Pipelines, un projet d'oléoduc reliant le Dakota du Nord à l’Illinois aux États-Unis
- Colonial pipeline

## Projets d'oléoducs
Le tracé des nouveaux oléoducs est l'objet de débats et de conflits d'influence entre les pays en concurrence pour le passage sur leur territoire. Les pays importateurs veillent jalousement à choisir une voie peu coûteuse et sûre.
Actuellement, plusieurs projets d'oléoducs sont en discussion entre la mer Caspienne et la mer Méditerranée, notamment dans la région du Caucase pour les plus septentrionaux. La géoplitique rend complexe la fixation des tracés comme dans le Caucase russe (en Tchétchénie), en Ossétie du Sud, à l'intérieur de la Géorgie et entre l'Arménie et l'Azerbaïdjan.
Des zones permettraient des tracés courts, donc des frais de construction et d'exploitation moins importants. Cependant, les conflits font craindre aux pays importateurs des ruptures dans l'approvisionnement, dommageables pour leur économie. Certains pays, autour de cette région (Iran, Russie, Turquie) essaient de proposer des tracés plus longs mais traversant leurs territoires actuellement pacifiés.

## Maintenance et contrôle
Des pistons racleurs sont utilisés pour la maintenance courante des oléoducs. Ils remplissent différentes tâches en fonction de leurs caractéristiques. Des racleurs instrumentés automatiques plus sophistiqués contenant des dispositifs de contrôle non destructifs (CND) permettent une auscultation interne exhaustive.

### Détection des fuites
Difficiles à détecter, coûteuses à réparer et désastreuses pour l'environnement, les fuites d'hydrocarbures représentent un vrai casse-tête pour l'industrie pétrolière.
Mais un ingénieux système inspiré de la façon dont le sang coagule en cas de coupure est en passe d'y remédier. Mis au point par des ingénieurs écossais, il repose sur l'utilisation de plaquettes artificielles, petites particules malléables d'élastomère dont la taille peut varier de 0,8 mm à celle d'une balle de tennis, selon l'importance de la fuite à obstruer. Introduites dans l'oléoduc, elles sont portées par le flot de pétrole jusqu'à la fuite où, sous l'effet de la pression, elles s'agglomèrent contre la paroi et finissent par colmater le point de rupture. La réparation s'effectue ainsi sans intervention humaine. Un avantage considérable alors que les nouveaux oléoducs sont souvent construits dans des zones de plus en plus difficiles d'accès. Avant même de les boucher, les plaquettes, qui sont marquées aux isotopes radioactifs, permettent également de localiser d'éventuelles fuites. Le système a été utilisé avec succès en Grande-Bretagne, en Norvège et en Azerbaïdjan.
D'autres approches soucieuses du respect de l'environnement sont basées sur l'utilisation de gaz traceur, inerte et éventuellement renouvelable. Des détecteurs de gaz ultra sensibles permettent de localiser sans difficulté les points d'épanchement. Certains de ces gaz traceurs sont homologués en tant qu'additif alimentaire E 939 et E 949, ce qui les rend particulièrement adaptés à ces tâches délicates.
Des tests sont par ailleurs en cours pour appliquer le procédé aux aqueducs et aux conduites d'eau britanniques. En 2006, un quart d'approvisionnement en eau de la Grande-Bretagne a été perdu à cause de fuites[source insuffisante].

## Accidents

### Canada
- 2007 : un oléoduc de la Kinder Morgan Energy Partners LP, transportant du pétrole brut, a été éventré par une excavatrice qui creusait un égout à Burnaby, Colombie-Britannique[4].
- 2013 : un oléoduc de Apache Canada, transportant des déchets toxiques d'eau et de pétrole, a laissé s'écouler, en l'espace de plusieurs mois, 9 500 000 litres dans le nord de l'Alberta, affectant une zone boisée de 42 hectares. Le nettoyage devrait être relativement facile en raison de la faible proportion de pétrole[5].

### Chine
- 2010 : l'explosion de deux oléoducs et l'incendie qui s'est ensuivi, dans le port de Dalian le 17 juillet 2010, a causé plusieurs morts et un désastre écologique, avec l'écoulement de 11 000 barils de pétrole, souillant entre 50 et 430 km2 de côte.
- 2013 : l'explosion d'un oléoduc, survenue dans le port de Qingdao le 22 novembre 2013, a causé la mort de 47 personnes.

### États-Unis
- 2000 : 
  - le 10 janvier, approximativement 100 barils de kérosène ont été déversés du système d'oléoduc de la Plantation Pipe Line Company à Newington, Virginie, dont une portion s'est infiltrée dans le ruisseau Accotink Creek et les rives adjacentes.
  - le 27 janvier, à Winchester, Kentuky, un accident a entraîné un déversement d'environ 490 000 gallons US, soit 1 900 000 L, de pétrole brut. Des inspecteurs de la NTSB (National Transport Safety Board) ont trouvé une bosselure au fond du tuyau près de la rupture. Marathon-Ashland a dû verser environ 7 100 000 $ US en compensation pour l'accident.
  - le 5 février, une conduite s'est rompue et a déversé plus de 192 000 gallons US, soit 730 000 L de pétrole brut dans le John Heinz National Wildlife Refuge en Pennsylvanie. Le déversement est dû à un bris dans une courbure à onglet de cet oléoduc, qui date d'au moins 50 ans.
  - le 9 mars, à Greenville, Texas, s'est produite une rupture de 28 pouces dans un oléoduc d'où se sont déversés 13 436 barils (2 136,2 m3) d'essence. Le déversement s'est propagé jusqu'à East Caddo Creek. Les bassins de l'affluent et du ruisseau ont été contaminés par l'essence de la fuite alors qu'elle s'échappait du conduit perforé. La cause probable est le craquement du tuyau par corrosion longitudinale à la cime d'une section de soudure défectueuse. Une perte de l'intégrité de la couche de recouvrement de l'oléoduc a contribué à la rupture.
  - le 7 avril, Swanson Creek et Patuxent River, Chalk Point, Maryland. Environ 140 400 gallons US (531 000 L) d'essence.
  - le 19 mai, un affluent de l'East Fork Deep River, Greenboro, Caroline du Nord. Au moins 714 galons (17 barils) de kérosène.
  - le 7 juin, un ruisseau menant à la Rivière Grande, Blackman Charter Township, Michigan, 75 000 gallons US (280 000 L) d'essence.
  - le 3 novembre, Comté de Lancaster, Pennsylvanie, plus de 40 000 gallons US (150 000 L) de diesel.
- 2001 : au moins six accidents impliquant des oléoducs transportant des matières dangereuses liquides (essence, huile, pétrole brute ou produit chimique).
- 2002 : au moins cinq accidents impliquant des oléoducs transportant des matières dangereuses liquides (essence, huile, pétrole brute ou carburant pour avion).
- 2003 : au moins sept accidents impliquant des oléoducs transportant des matières dangereuses liquides.

### Kenya
- 2011 : l'incendie d'un oléoduc à Nairobi a fait 108 morts, 160 blessés et 118 personnes portées disparues[6].

### Thaïlande
- 2013 : le 29 juillet, la fuite d'un oléoduc au large des côtes de la province de Rayong déverse 50 000 litres de pétrole brut dans le golfe de la Thaïlande.

### Mexique
- 2010 : l'explosion, le 19 décembre, d'un oléoduc à une station de pompage de la compagnie Pemex à San Martín Texmelucan de Labastida fait 27 morts et plus de 50 blessés. L'explosion aurait été provoquée par une tentative de percement de la conduite en vue de voler du pétrole[7].
- 2019 : dans la soirée du 18 janvier, l'explosion de l'oléoduc Tuxpan-Tula à Tlahuelilpan cause un bilan de plus de 90 morts, dans un contexte de prélèvement clandestin.

## Autres modes de transport du pétrole
Le transport du pétrole brut ou des produits raffinés utilise, sur de grandes distances et pour des volumes importants, les pétroliers en plus des oléoducs. Le transport par chemin de fer, par barge fluviale ou par camion citerne est essentiellement utilisé pour la distribution finale (locale) des produits.